# Fullmetal Alchemist 3: Kami o tsugu shōjo
Fullmetal Alchemist 3: Kami o tsugu shōjo (鋼の錬金術師3 神を継ぐ少女?, Hagane no renkinjutsushi 3: Kami o tsugu shōjo, lett. "Fullmetal Alchemist 3: La ragazza che oltrepassò dio") è il terzo videogioco basato sulla serie anime e manga Fullmetal Alchemist pubblicato per PlayStation 2. Si tratta di un action RPG, seguito della serie di videogiochi prodotti dalla Square Enix iniziata con Fullmetal Alchemist and the Broken Angel e continuata con Fullmetal Alchemist 2: Curse of the Crimson Elixir.

## Personaggi
- Edward Elric
- Alphonse Elric
- Winry Rockbell
- Roy Mustang
- Riza Hawkeye
- Alex Louis Armstrong
- Sophie Bergmann
- Victor Bergmann
- Romeo Craigin
- Venus Rosemaria
- Izzy Trigger
- Boris Hammer
- Verda the Legendary Witch
- Zelgius of Purgatory
- Janice of the Hurricane
- Leonid of Diamond Dust
- Godot of the Fissure
- Fuhrer King Bradley